# Volkswagen T-Cross
Volkswagen T-Cross – samochód osobowy typu crossover klasy subkompaktowej produkowany pod niemiecką marką Volkswagen od 2018 roku.

## Historia i opis modelu

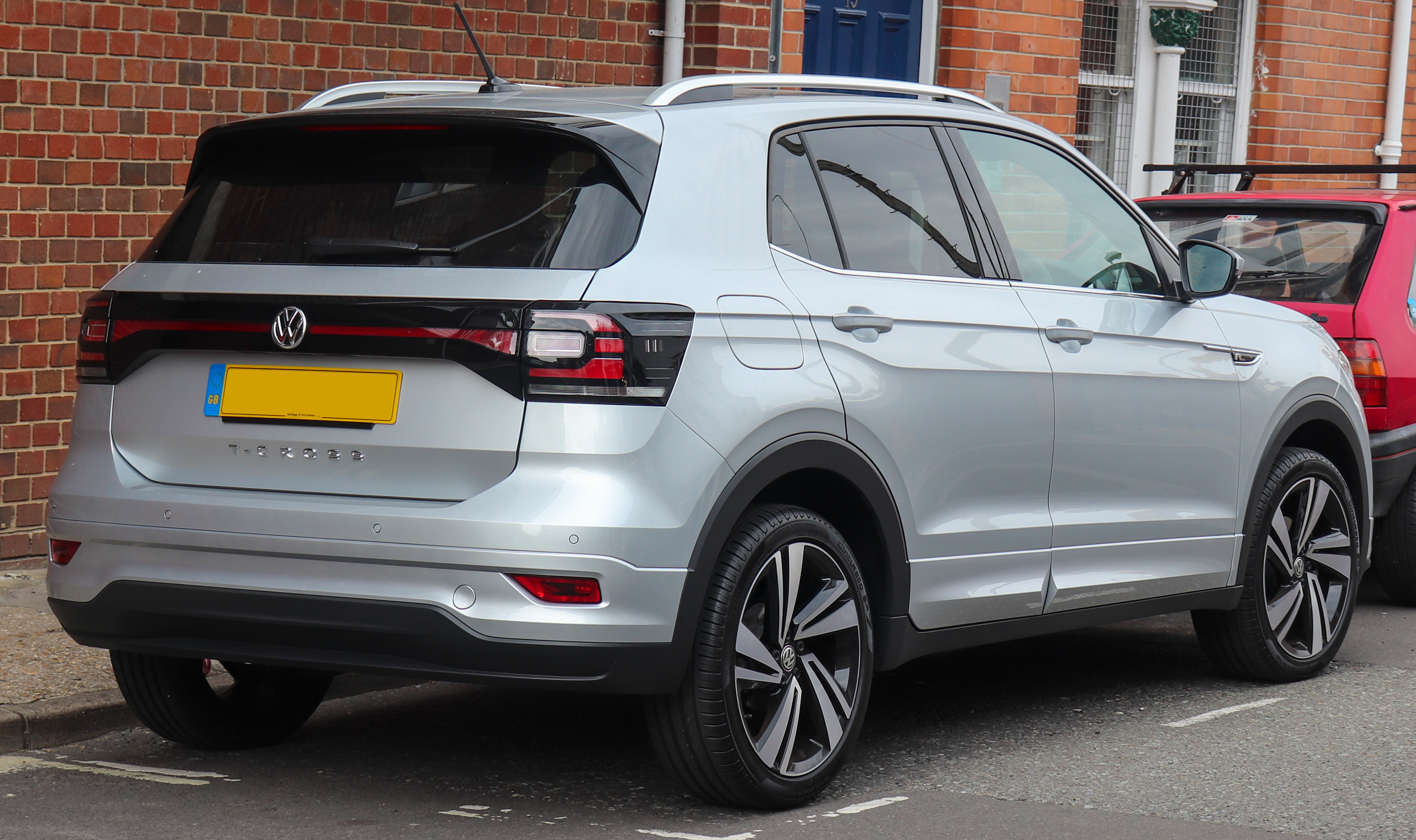
Volkswagen T-Cross - tył

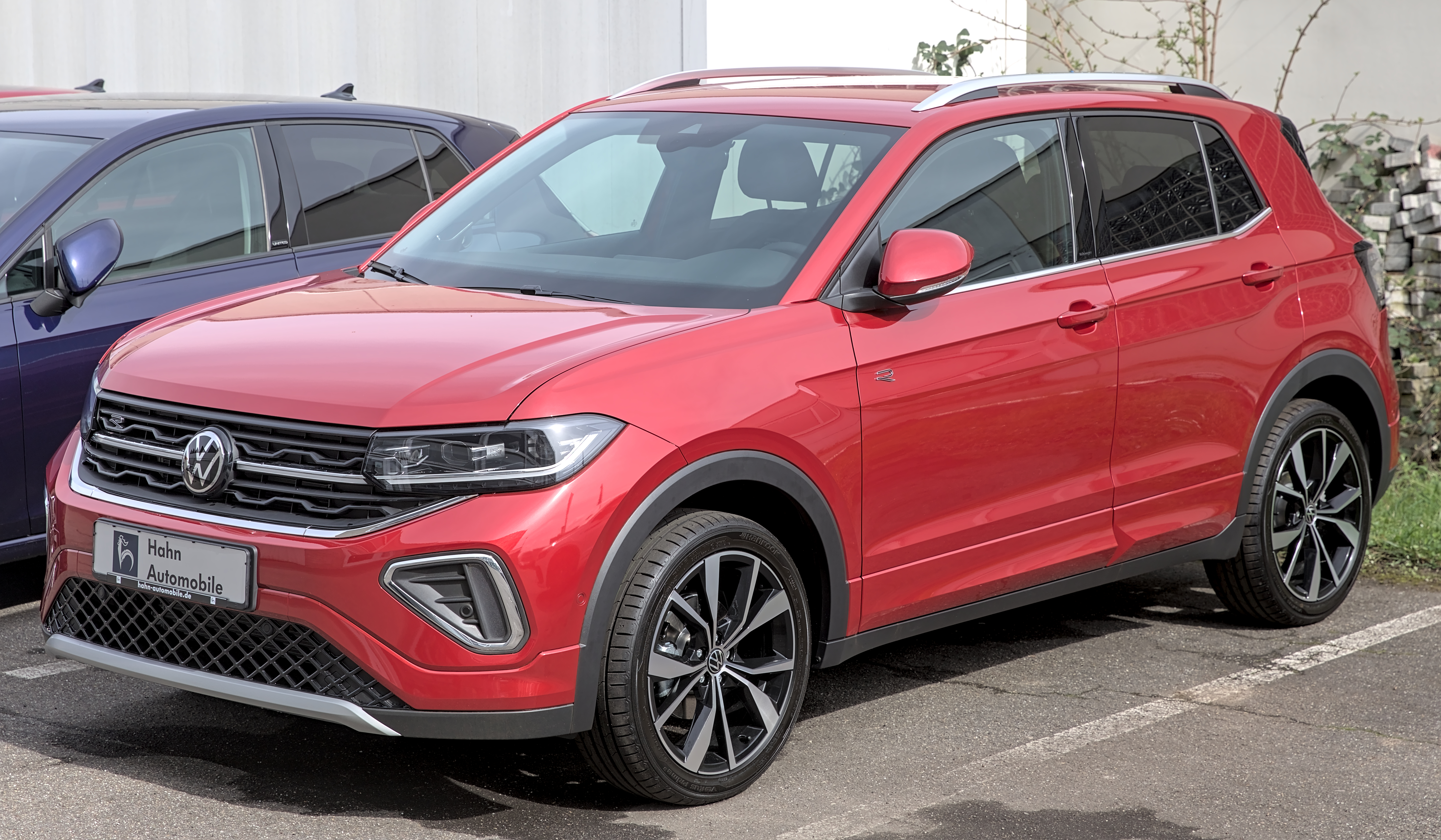
Volkswagen T-Cross po liftingu

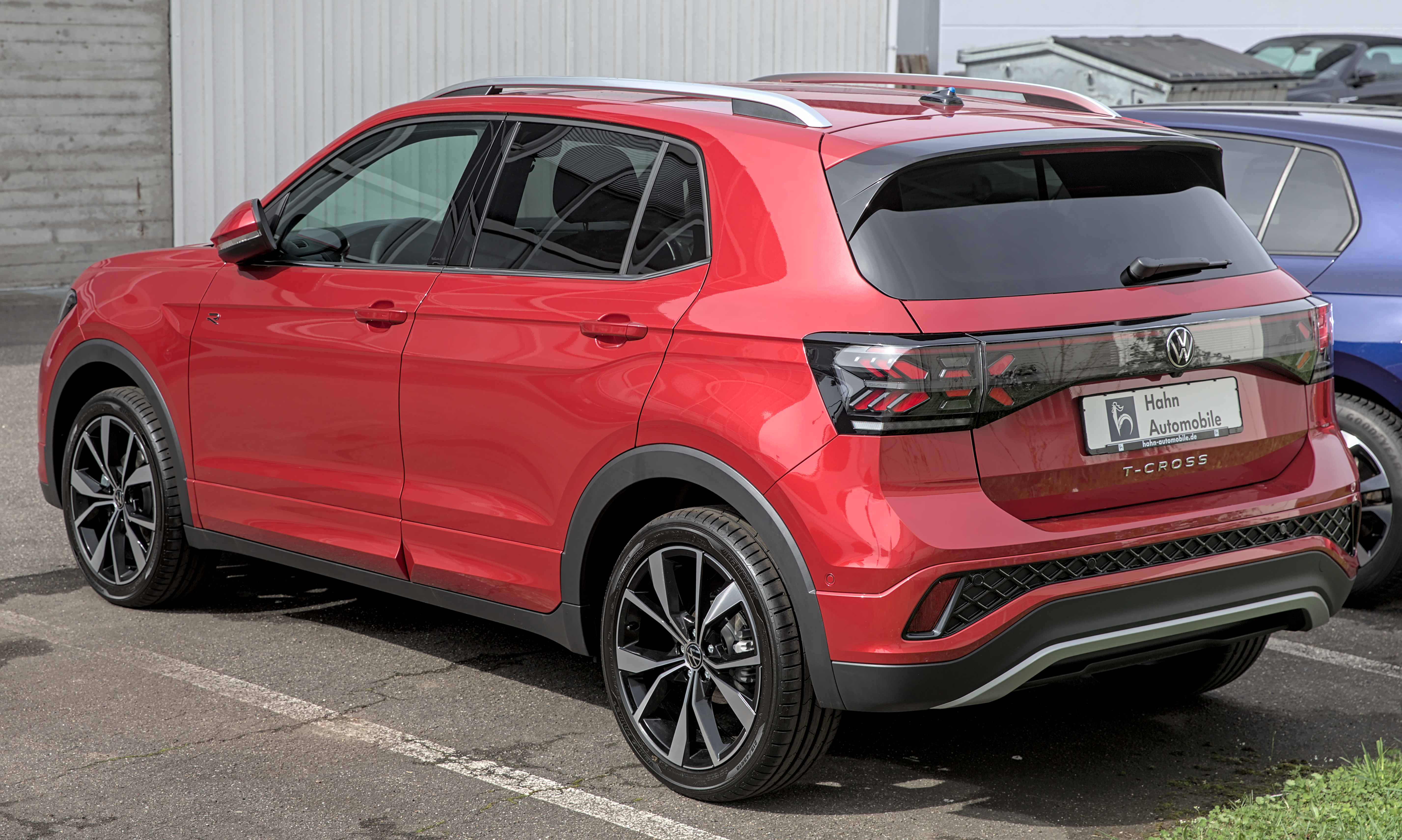
Volkswagen T-Cross - tył po liftingu

Podobnie jak przedstawiony rok wcześniej model T-Roc, samochód jest seryjną wersją przedstawionego wcześniej prototypu o takiej samej nazwie. T-Cross, choć również plasuje się w segmencie aut miejskich, to jest wyraźnie mniejszy od T-Roca i powstał na platformie MQB mniejszego modelu Polo jako odpowiedź Volkswagena na najmniejsze modele w klasie crossoverów. Samochód wyróżnia się charakterystycznymi elementami stylistyki - poza halogenami, które wyeksponowano w przednim zderzaku, tylne lampy połączono plastikowym łącznikiem biegnącym przez klapę bagażnika.
Producent reklamuje T-Crossa jako samochód przestronny w stosunku do bardzo niewielkich wymiarów. W gospodarowaniu przestrzenią ma pomagać m.in. przesuwana tylna kanapa o 14 centymetrów, która umożliwia zwiększenie przestrzeni dla pasażerów tylnego rzędu siedzeń lub powiększenie przestrzeni bagażowej.
Polska premiera Volkswagena T-Cross miała miejsce w listopadzie 2018 roku, a samochód trafił do oficjalnej sprzedaży wiosną 2019 roku. To najmniejszy i najtańszy crossover w europejskiej ofercie Volkswagena.
Samochód jest oferowany w Brazylii i Chinach ze zmodyfikowanym pasem przednim i większym rozstawem osi, a od 2020 roku w tym drugim kraju oferowana będzie też europejska, krótsza wersja pod nazwą Tacqua.

### Modernizacja
Latem 2023 roku samochód poddano drobnej restylizacji. Zmodernizowany model będzie dysponował nową stylistyką, wzbogaconym wyposażeniem standardowym, nowymi funkcjami i przeprojektowanym, wykończonym tworzywami wysokiej jakości wnętrzem.